# Tschechoslowakische Frauen-Handballnationalmannschaft
Die tschechoslowakische Frauen-Handballnationalmannschaft bzw. Frauen-Handballnationalmannschaft der ČSSR (slowakisch: Česko-slovenské národné hádzanárske družstvo žien) vertrat die Tschechoslowakei bei Länderspielen und internationalen Turnieren im Hallenhandball bis zur Aufteilung in die Slowakei und die Tschechische Republik 1993. Die Mannschaft gewann die Weltmeisterschaft 1957.
Nachfolgeteams waren die slowakische Nationalmannschaft und die tschechische Nationalmannschaft.

## Weltmeisterschaften
- Weltmeisterschaft 1957 in Jugoslawien: 1. Platz
- Weltmeisterschaft 1962 in Rumänien: 3. Platz
- Weltmeisterschaft 1965 in der Bundesrepublik Deutschland: 4. Platz
- Weltmeisterschaft 1973 in Jugoslawien: 6. Platz
- Weltmeisterschaft 1975 in der Sowjetunion: 6. Platz
- Weltmeisterschaft 1978 in der Tschechoslowakei: 4. Platz
- Weltmeisterschaft 1982 in Rumänien: 5. Platz
- Weltmeisterschaft 1986 in den Niederlanden: 2. Platz
- Weltmeisterschaft 1993 in Norwegen: 3. Platz (als „Vereintes Team“)

## Olympische Turniere
- Olympische Sommerspiele 1980 in Moskau: 5. Platz
- Wettkämpfe der Freundschaft in Trenčín als Gegenveranstaltung zu den Olympischen Sommerspielen 1984 in Los Angeles: 2. Platz[1]
- Olympische Sommerspiele 1988 in Seoul: 5. Platz

## Spielerinnen
Zu den bekannten Spielerinnen gehörten Pavla Bartáková und Monika Ludmilová.
In dem Team, das im Jahr 1957 die Weltmeisterschaft gewann, spielten Anna Čápová, Květa Janečková, Věra Aschenbrenerová, Pavla Bartáková, Vlasta Čiháková, Věra Dvořáková, Jana Housková, Blanka Kotlínová, Stanislava Kučerová, Jana Maléřová, Květa Marzinová, Veronika Schmidtová, Alena Dlouhá und Libuše Famfulíková. Trainiert wurden die Spielerinnen von Karel Hošťalek und Ladislav Gross.

## Feldhandball
Im Feldhandball trat die tschechoslowakische Frauen-Feldhandballnationalmannschaft an.